# Gérard Lenorman
Gérard Lenorman (Bénouville (Calvados), 1945. február 9. –) francia énekes.

## Életrajz
Bénouville kastélyában született, ahol édesanyja Madeleine Lenormand 16 éves lányként adott neki életet. Apja egy Erich nevű német katona, aki hegedűs és karmester volt. 1980 decemberében telefonhívást kapott számára addig ismeretlen féltestvérétől, akkor tudta meg hogy ki az édesapja. Ezt követően írta meg Warum mein Vater című dalát. Tizenkét évesen írta első dalát Le Vagabond címmel. Első lemeze 1968-ban jelent meg, s ugyanebben az évben két dalt írt Brigitte Bardot számára. 1988-ban képviselte Franciaországot az Eurovíziós Dalfesztiválon Chanteur de charme c. számával. 2003-ban Franciaországban és Quebec-ben koncertezett, majd 2007-ben jelent meg életrajza Je suis né à vingt ans (20 évesen születtem) címmel, valamint Je vous reparlerai d'amore című válogatásalbuma. Négy gyermeke van: Mathieu, Justine, Clémence és Victor.

## Lemezei
- Gérard Lenorman (1969)
- Les matins d'hiver (1972)
- Quelque chose et moi (1974)
- Caroline (1975)
- Olympia 75 (1975)
- Drôles de chansons (1976)
- Noëls du monde (1976)
- Au-delà des rêves (1977)
- Nostalgies (1978)
- Boulevard de l'océan (1979)
- Olympia 79 (1979)
- La clairière de l'enfance (1980)
- ...D'amour (1981)
- Paris sur Scène - Palais des congrès (1982)
- Le soleil des tropiques (1983)
- Fière et nippone (1985)
- Heureux qui communique (1988)
- Bravo à Gérard Lenorman (1989)
- Il y a... (1993)
- Vos plus belles chansons (1994)
- Les plus belles chansons françaises (1996)
- Le monde de Gérard Lenorman (válogatás, 1998)
- La raison de l'autre (2000)
- Gérard Lenorman en concert (2003)
- Le Best Of (2007)